# Cosmosoma mathani
Cosmosoma mathani là một loài bướm đêm thuộc phân họ Arctiinae, họ Erebidae.